# اعلان (فیلم ۱۹۷۱)
اعلان (به هندی: Elaan) یا اخطار فیلمی است محصول سال ۱۹۷۱ و به کارگردانی کی.رامانلال است. در این فیلم بازیگرانی همچون وینود کانا، ریکا، وینود مهرا، مادان پوری، هلن، افتخار و رشید خان ایفای نقش کرده‌اند.